# Capital del Japó
La capital del Japó és Tòquio, seu del govern i llar de l'Emperador. Generalment no està en disputa, però no està definit legalment. De fet, existeix una disputa sobre quan Tòquio va esdevenir la capital: alguns diuen que va ocórrer quan la prefectura de Tòquio va ser establerta el 1868, altres diuen quan el castell Edo va esdevenir el Castell de Tòquio en aquest mateix any, mentre que altres esmenten que va ser quan el Castell de Tòquio es va convertir al Castell Imperial (ara el Kokyo) el 1869. Històricament parlant, va existir un edicte imperial que transferia la capital a Heiankyo, i que no es va elaborar un que hagi transferit la capital de Kyoto a Tòquio. Així, existeixen opinions que la transferència a Heiankyo va ser vàlida i que Kyoto és encara la capital del Japó, mentre que alguns opinen que tant Kyoto com Tòquio són simultàniament capitals del Japó.

## Capitals històriques del Japó
| Capital                                                     | Període                       | Notes                                                     |
| ----------------------------------------------------------- | ----------------------------- | --------------------------------------------------------- |
| Naniwa-kyō (難波宮) (Osaka)                                 | segle iv                      | Palacio Takatsu                                           |
| Asuka-kyō (飛鳥宮) (Asuka, Nara)                            | 592–645                       | Palau Toyura, Palau Owarida, Palau Okamoto, Palau Itabuki |
| Naniwa-kyō                                                  | 645–655                       | Palau Nagaratoyosaki                                      |
| Asuka-kyō                                                   | 655–667                       | Palau Kawahara, Palau Okamoto, etc.                       |
| Ōmi-kyō (大津京) (Ōtsu, Shiga)                              | 667–672                       | Palau Ōtsu                                                |
| Asuka-kyō                                                   | 672–694                       | Palacio Asuka-Kiyomihara                                  |
| Fujiwara-kyō (藤原京) (Kashihara, Nara)                     | 694–710                       |                                                           |
| Heijō-kyō (平城京) (Prefectura de Nara, Nara)               | 710–740                       | Palau Heijō                                               |
| Kuni-kyō (恭仁京) (Kamo, Kioto)                             | 740–744                       |                                                           |
| Naniwa-kyō (Osaka)                                          | 744                           |                                                           |
| Palau Shigaraki (紫香楽宮, Shigaraki no miya) (Kōka, Shiga) | gener de 745–mayo de 745      |                                                           |
| Heijō-kyō (Nara)                                            | maig de 745–784               |                                                           |
| Nagaoka-kyō (長岡京) (Nagaokakyō, Kioto)                    | 784–794                       |                                                           |
| Heian-kyō (平安京) (Kioto)                                  | 794–juny de 1180              | Palau de Kioto                                            |
| Fukuhara-kyō (福原京) (Kōbe, Hyōgo)                         | juny de 1180–novembre de 1180 |                                                           |
| Heian-kyō (Kioto)                                           | novembre de 1180–1868         |                                                           |
| Tokio (Chiyoda, Tokio)                                      | des de 1868                   | Palau de Tòquio                                           |